# Oszlop (adatbázis)

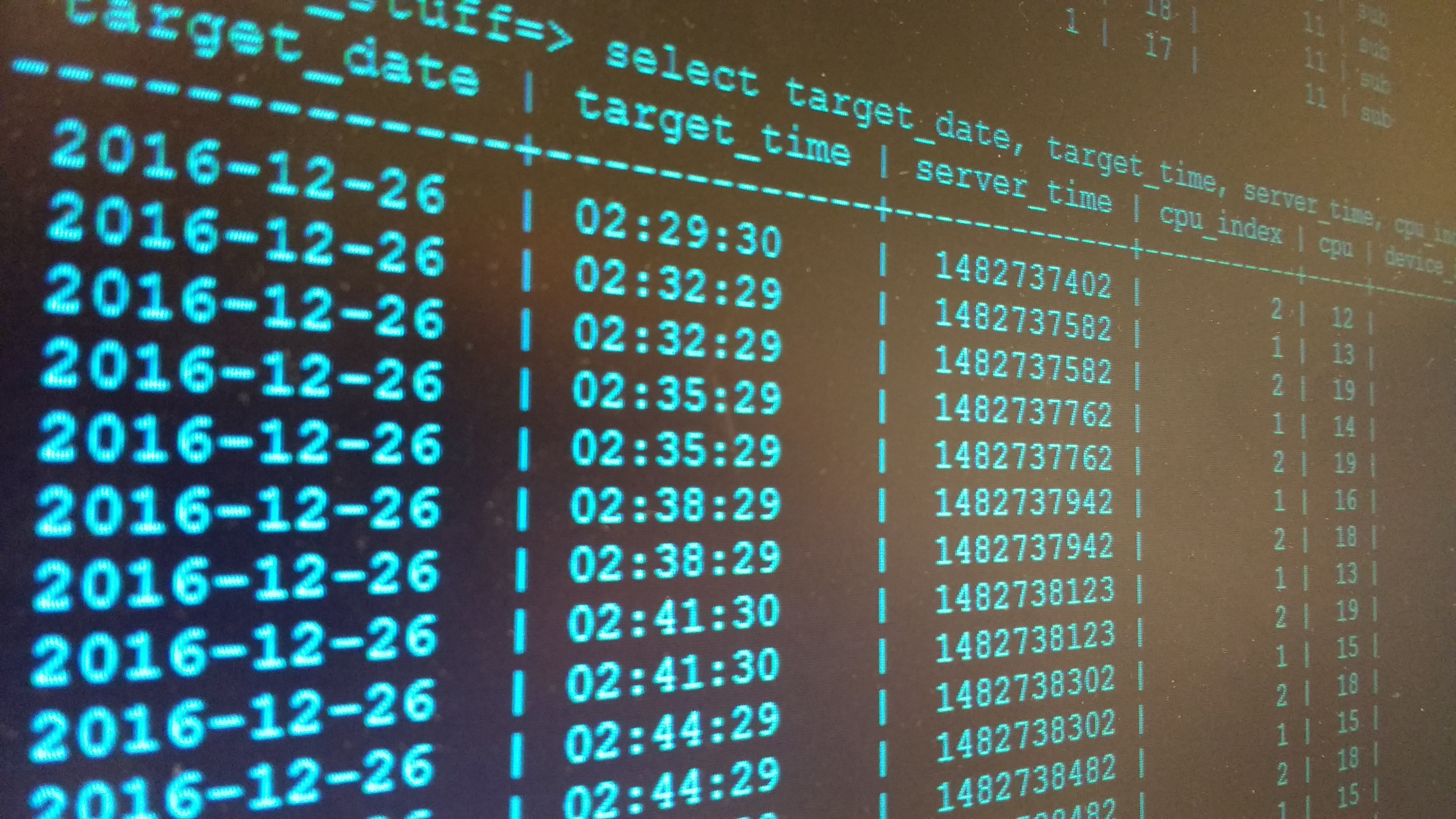
Példa a Postgres adatbázis kimeneti oszlopaira

Egy relációs adatbázisban az oszlop adott típusú adatok halmaza, mely értékeket ad meg az adatbázis minden sora számára. Egy oszlop tartalmazhat szöveges adatot, számadatot, vagy akár az operációs rendszer állományaihoz rendelt mutatókat. Az oszlopok általában elemi típusokat tartalmaznak, bár egyes relációs adatbázis-rendszerek lehetővé teszik, hogy összetettebb adattípusokat, például egész dokumentumokat, képeket vagy akár videoklipeket tartalmazzanak. Az oszlopot attribútumnak is szokták nevezni.
Minden sor egy értéket ad meg minden oszlophoz, így egyetlen strukturált adatértékként értelmezhető. Például egy céges kapcsolattartási adatokat tartalmazó adatbázis a következő oszlopokat tartalmazhatja: ID, cégnév, első címsor, második címsor, város, irányítószám. Elméletileg egy sor egy rendezett n-es, mely egy egyedi értéket tárol minden oszlopnak, például: (1234, 'Big Company Inc.', '123 East Example Street', '456 West Example Drive', 'Big City', 98765).

## Megnevezés
Az „oszlopra” (column) szokták használni a „mező” (field) szót is, a sorokra pedig a „rekord” (record) szót. Ez a hagyományos adatbázis-kezelő rendszerek (Database management system, DBMS) világából ered. Az adatbázis-perfekcionisták azonban a „mező” szót egy adott cella (vagyis az oszlop egyetlen sora) megnevezésére használják, hogy ne legyen félreértés a többi fejlesztővel való kommunikáció során.
Egy másik megkülönböztetés az „oszlop” és a „mező” kifejezések között az, hogy az „oszlop” kifejezést nem használják bizonyos adatbázisoknál, például kulcsértéktárolóknál, amelyeknek nincs hagyományos relációs adatbázis-szerkezetük.

## Fordítás
Ez a szócikk részben vagy egészben  a   Column (database) című angol Wikipédia-szócikk ezen változatának fordításán alapul.  Az eredeti cikk szerkesztőit annak laptörténete sorolja fel. Ez a jelzés csupán a megfogalmazás eredetét és a szerzői jogokat jelzi, nem szolgál a cikkben szereplő információk forrásmegjelöléseként.